# 노량진수산시장
노량진수산시장(Noryangjin Fisheries Wholesale Market, 鷺梁津水産市場)은 서울특별시 동작구 노량진동에 위치한 수산물 전문 도매시장이다. 경매장 2,106평, 판매장 2,564평, 주차장 9,387평 등 연면적 16,819평의 공간에 자리잡고 있다.

## 역사
1927년 서울역 부근 의주로에서 경성수산으로 문을 열었다. 1971년 한국냉장이 노량진역 북쪽의 현 위치에 도매시장을 건설하여 1975년까지 운영한 뒤, 2002년까지 민간 3개사의 공동 관리하에 있었다. 2002년 2월 수산업협동조합이 시장을 인수하여 수협중앙회 산하 노량진수산주식회사가 운영하고 있다. 2016년 현대화된 건물이 문을 열었지만 상인들이 계속 옛 시장에서 장사를 하면서 논란이 되고 있었다. 이후 철거가 완료되었다.

## 현황
전국에서 모인 각종 수산물이 모여, 경매 방식으로 전국 각 시장으로 운송되는 형식이다. 경매는 패류는 새벽 1시, 선어는 새벽 1시 30분, 활어는 새벽 3시에 시작된다. 또한 경매 뿐만 아니라 일반 도매·소매도 하고 있다.  

## 도심 속 바다축제
노량진수산시장에서 열리는 축제로 수협노량진수산 주식회사와 서울 동작구청이 주최를 맡아왔으며 현재는 동작구축제준비위원회에서 주최를 맡고있다. 

## 신시장 이전문제 갈등
2016년 3월 15일부로 수협중앙회 노량진수산주식회사는 앞으로 노량진수산시장의 영업은 신시장에서만 하도록 권유하고 아직 옛 시장에 남아있는 가게 및 상인들에 대해서는 불법상행위로 규정하여 강경하게 대응하겠다는 방침을 밝혀왔다. 그러면서 신시장으로 이전하는 상인과 가게에 대해서는 자리를 마련할 수 있는 기회를 주겠다고도 하였다. 
그러나 옛 시장 상인들은 신시장이 상업 면적이 종전 옛 시장보다 좁고 임대료가 너무 비싸다는 이유로 신시장 이전을 거부하고 있으며 현재까지도 일부 상인들만이 남아 옛 시장에서 계속 영업을 하고 있다. 여기에 민중당과 전국민주노점상연합이 옛 시장 상인들을 지원하면서 수협과 옛 시장 상인들의 갈등이 격화되었다.
2018년 8월 대법원이 노량진수산시장 옛 시장에서의 상업행위는 불법이며 퇴거명령을 내리면서 수협중앙회 노량진수산주식회사에 승소판결하여서 4차례 명도집행이 이뤄졌으나 옛 시장 상인들의 저항과 반대로 무산되었다. 
결국 2018년 11월 5일부로 수협이 옛 시장에 공급되던 물과 전기를 끊어버리면서 옛 시장 상인들이 신시장에 들어오는 경매차량을 막아서는 등 갈등이 심화되었다. 상인들은 수협의 이 같은 행동은 국민의 생활권을 침해하는 수협의 폭거행위라며 단전, 단수를 철회하라고 요구하고 있다.
한편 수협은 옛 시장을 철거한 이후 그 자리에 대형쇼핑몰과 해양박물관을 세우겠다는 입장을 밝혔다.

### 10차례 명도집행 및 구시장 철거 확정
수협 노량진수산주식회사는 2016년 3월 15일 이후 대법원 명도집행을 10차례하게 되었던 끝에 사실상 구시장에 잔류중인 상인들을 끌어내고 공식적인 종료와 함께 구시장의 철거를 확정하였다. 마지막 명도집행 당시에도 잔류중인 상인들이 저항하며 반발하였지만 10차례의 집행 끝에 명도집행이 완료되었고 수협 노량진수산측은 절차를 거친 후 구시장을 완전히 철거할 것이라고 입장을 밝혔다. 명도집행 완료 후 동작구청에 철거 신고서를 제출하였으며 구시장이 철거된 후에는 노량진역 연결통로 설치와 교통체계 변경 등을 추진한다고 밝혔다. 이로써 2016년 3월 15일부로 폐쇄에 돌입하게 되었던 구시장은 1971년 서울역 염천교에 있다가 이전하게 되었던 이래로 48년만에 역사 속으로 사라지게 된다. 

### 관련 사건 및 사고
2016년 4월 옛 시장에서 장사하는 상인이 생선칼을 들고 수협 직원과 용역원을 향해 칼부림을 하였다. 그는 수협의 행동에 격분하여 수협 직원에게 칼부림을 했다고 진술했다.
2016년 4월 전국 각 지역의 어민들이 신시장 입주를 거부하는 일부 옛 시장 상인들을 규탄하는 집회를 옛 시장 앞에서 열었다.
2016년 5월 박원순 서울특별시장이 옛 수산시장 상인 손해보전을 추진하기로 입장을 밝혔다.
2018년 8월 대법원이 옛 시장 명도소송에 대해서 노량진수산주식회사에 승소판결하였다.
2018년 10월 국회 수협중앙회 국정감사 때 옛 시장 상인들이 국회로 와서 수협을 규탄하는 항의성명을 발표하였으며 수협 직원들과 실랑이도 벌였다.
2018년 10월 국회 수협중앙회 국정감사에 출석한 김임권 수산업협동조합 회장이 옛 시장에 공급되는 물과 전기를 끊겠다는 입장을 밝혔다.(이는 결국 11월에 실제로 실행되었다.)
2018년 11월 수협이 옛 시장에서 공급되는 물과 전기를 끊었다. 옛 시장 상인들은 수협의 폭거에 분노하며 행위를 철회할 것을 요구하였다.
2019년 3월 김임권 수협중앙회장이 이임하고 임준택 수협중앙회장이 취임하였다.
2019년 4월 25일 임준택 수협중앙회장 취임이래 처음으로 구 수산시장 법원 명도집행이 시행되고 활어보관창고가 명도집행으로 폐쇄되었다.
2019년 8월 9일 10차례 명도집행 끝에 상가가 대부분 철거되고 구시장 완전 철거가 확정되었다.
2019년 11월 13일 서울 동작구청이 노량진수산 주식회사가 신청한 구 노량진수산시장 건물 철거요청건을 정식 승인하였다. 노량진수산 주식회사는 동작구 승인에 따라 구 시장건물을 철거하기로 하였다. 이에 구 시장 상인들은 구 시장 건물이 폐쇄되면서 1호선 노량진역 1,2번 출입구 앞과 노량진역과 구 수산시장을 연결하는 육교에서 천막농성에 돌입하였다.

## 갤러리

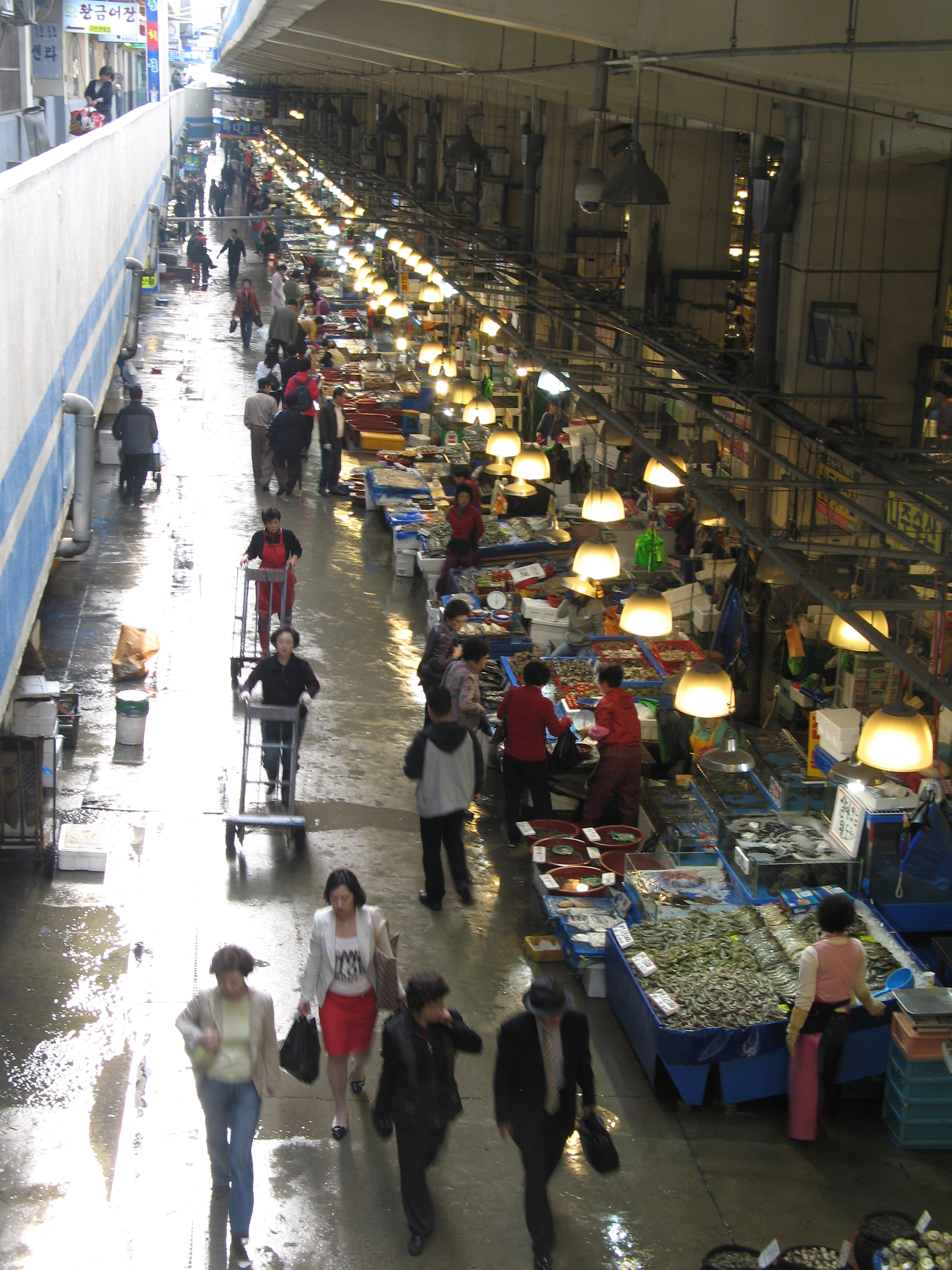
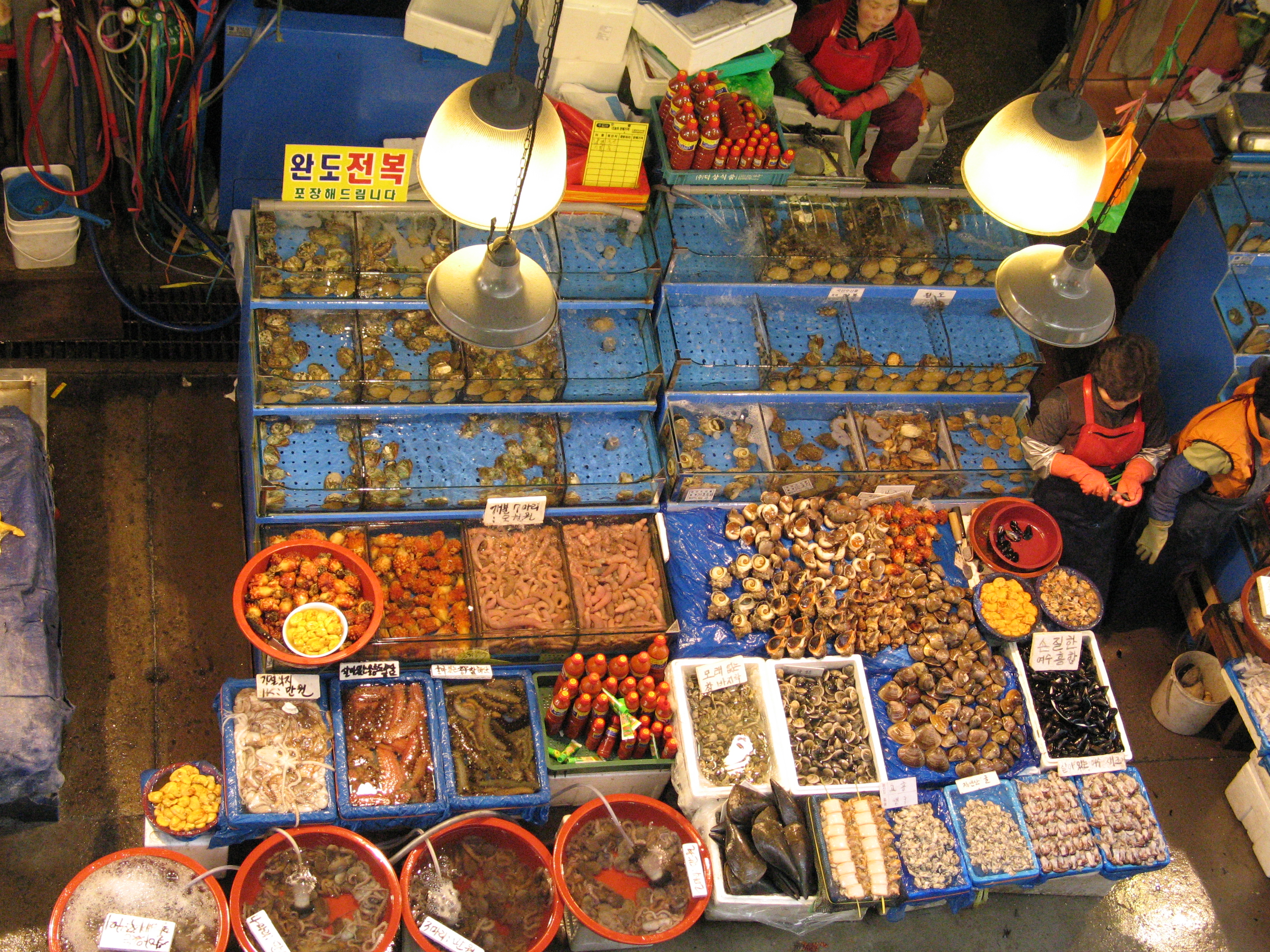
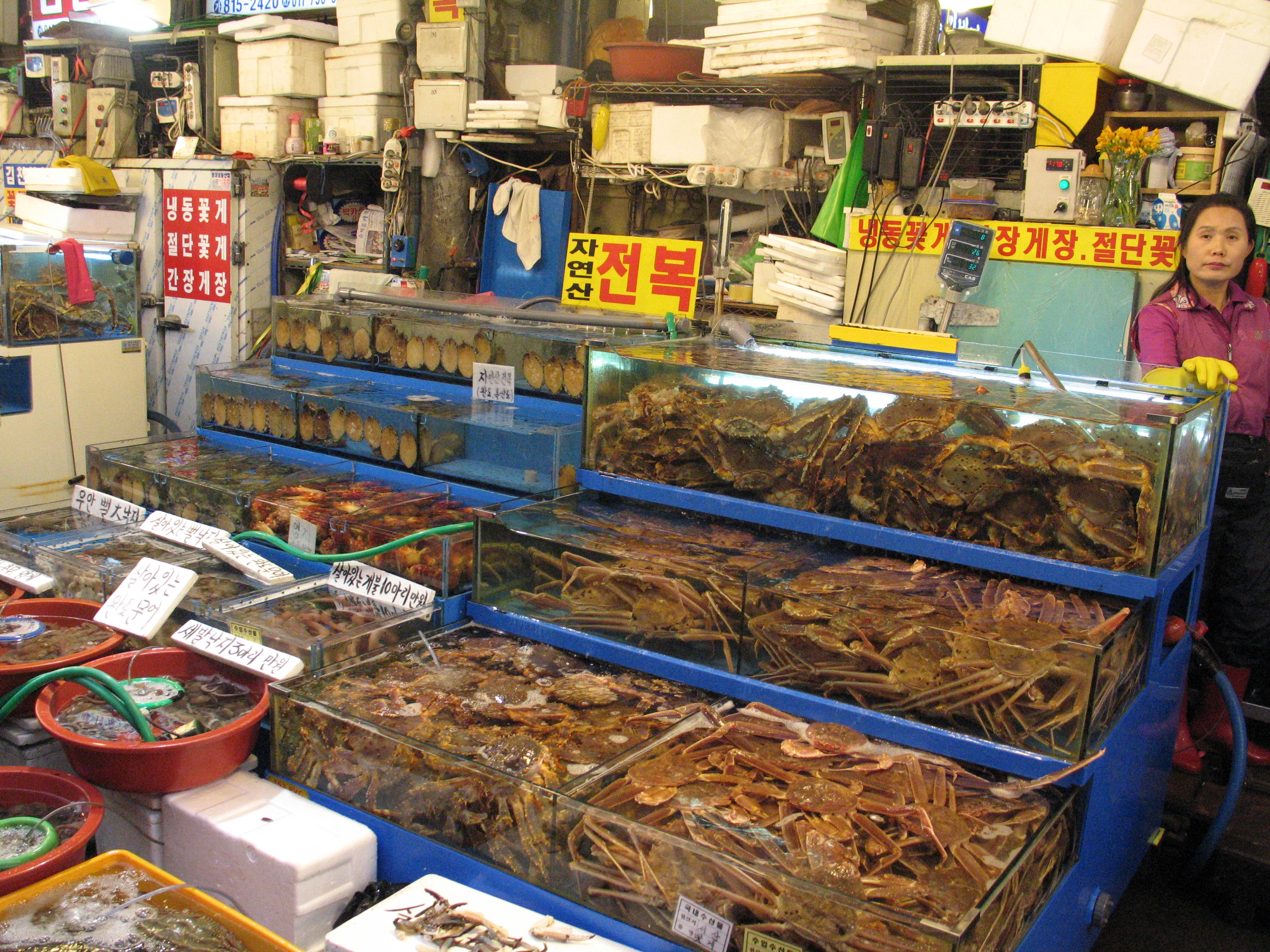
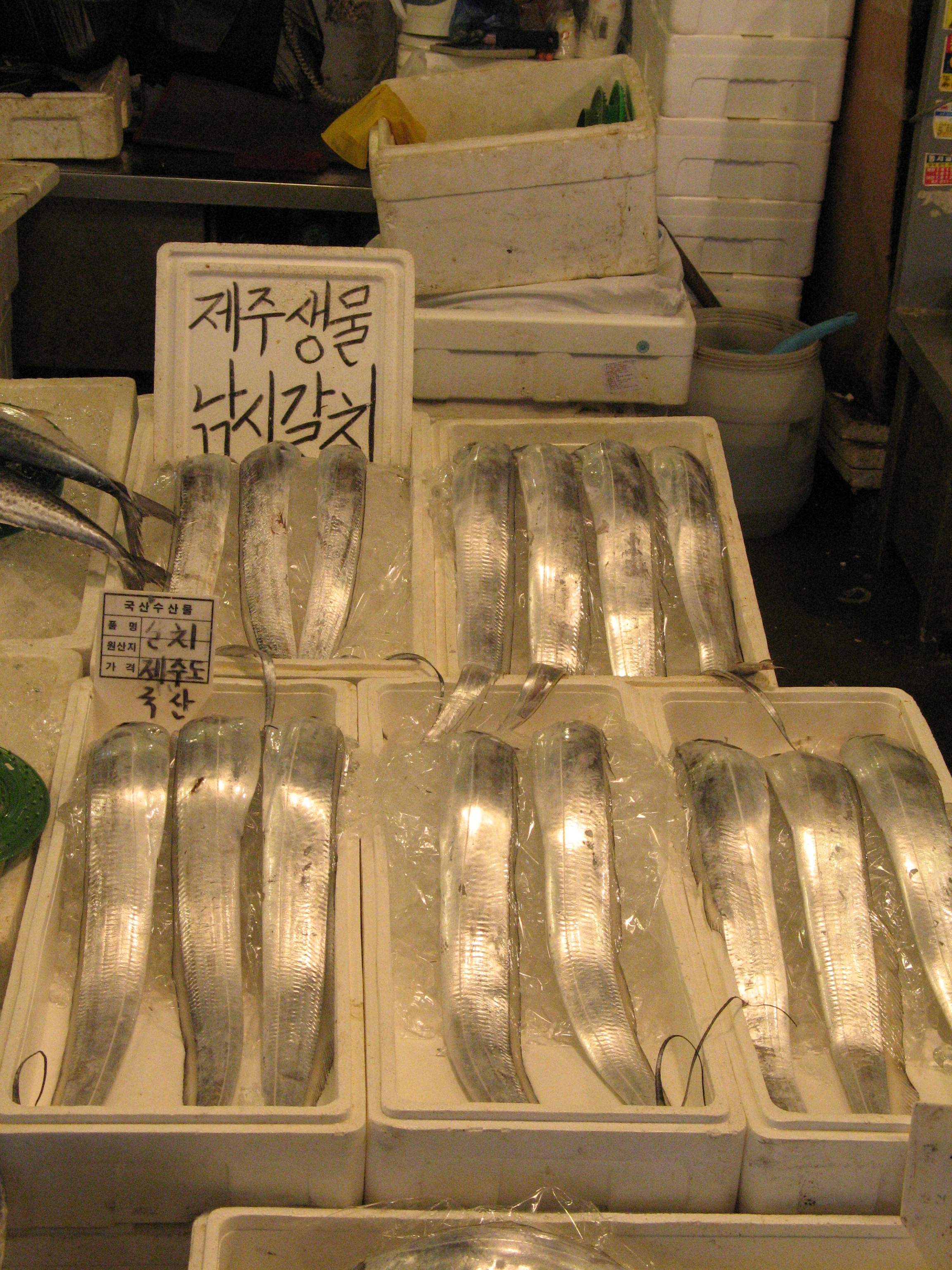

## 같이 보기
- 대한민국의 시장 목록